# Заявка на винахід
Заявка на винахід — сукупність документів, необхідних для видачі Установою патенту України на винахід чи патенту України на корисну модель. Як правило, включає: заяву, опис винаходу, графічні матеріали, формулу винаходу, анотацію винаходу.
Викладена заявка — заявка, що виставляється в патентному відомстві на визначений строк в деяких країнах, протягом якого можуть подаватися заперечення проти одержання патенту. У разі відсутності заперечень протягом встановленого строку за заявкою видається патент.